# Campeonato Catarinense de Futebol de 2007 - Divisão Especial
A Divisão Especial de 2007 teve como finalidade única definir um dos dois classificados para a Divisão Principal de 2008. 
A competição foi disputada por 4 clubes: Os dois rebaixados da Divisão Principal de 2007 e o campeão e o vice da Divisão de Acesso de 2006. Ela teve início dia 13 de maio de 2007 e terminou em 17 de Junho de 2007, tendo como organizador do evento a Federação Catarinense de Futebol.

## Fórmula de disputa
Os 4 participantes jogaram em grupo único, todos contra todos em turno e returno. O clube que somou mais pontos, ao final das 6 rodadas foi declarado Campeão Catarinense da Divisão Especial de 2007 e classificou-se para a Divisão Principal de 2008. Os outros 3 participantes foram rebaixados para a Divisão de Acesso de 2007.

## Classificação
| Pos | Equipe    | Pts | J | V | E | D | GP | GC | SG  | Classificado                                       |
| --- | --------- | --- | - | - | - | - | -- | -- | --- | -------------------------------------------------- |
| 1   | Joinville | 13  | 6 | 4 | 1 | 1 | 9  | 9  | 0   | Campeão e promovido para Divisão Principal de 2008 |
| 2   | Camboriú  | 12  | 6 | 4 | 0 | 2 | 18 | 9  | +9  |                                                    |
| 3   | Próspera  | 9   | 6 | 3 | 0 | 3 | 14 | 13 | +1  |                                                    |
| 4   | Videira   | −5  | 6 | 0 | 1 | 5 | 2  | 12 | −10 |                                                    |

1. ↑  O Videira perdeu 6 pontos por uso de jogador irregular no jogo do dia 13 de maio contra o Camboriú.

1.ª rodada
| 13 de maio    | Joinville | 4 – 2     | Próspera | Arena Joinville, Joinville |
| 16:00 (UTC−3) |           | Relatório |          |                            |

| 13 de maio    | Camboriú | 3 – 0     | Videira | Estádio Roberto Garcia, Camboriú |
| 16:00 (UTC−3) |          | Relatório |         |                                  |

2.ª rodada
| 20 de maio    | Próspera | 5 – 2     | Camboriú | Estádio Mario Balsini, Criciúma |
| 15:00 (UTC−3) |          | Relatório |          |                                 |

| 20 de maio    | Videira | 0 – 1     | Joinville | Estádio da Nova, Joaçaba |
| 15:00 (UTC−3) |         | Relatório |           |                          |

3.ª rodada
| 27 de maio    | Videira | 1 – 2     | Próspera | Estádio da Nova, Joaçaba |
| 15:00 (UTC−3) |         | Relatório |          |                          |

| 27 de maio    | Joinville | 0 – 5     | Camboriú | Arena Joinville, Joinville |
| 15:00 (UTC−3) |           | Relatório |          |                            |

4.ª rodada
| 3 de junho    | Próspera | 1 – 0     | Videira | Estádio Mario Balsini, Criciúma |
| 15:00 (UTC−3) |          | Relatório |         |                                 |

| 3 de junho    | Camboriú | 0 – 1     | Joinville | Estádio Roberto Garcia, Camboriú |
| 15:00 (UTC−3) |          | Relatório |           |                                  |

5.ª rodada
| 9 de junho    | Joinville | 1 – 1     | Videira | Arena Joinville, Joinville |
| 16:00 (UTC−3) |           | Relatório |         |                            |

| 10 de junho   | Camboriú | 4 – 3     | Próspera | Estádio Roberto Garcia, Camboriú |
| 15:00 (UTC−3) |          | Relatório |          |                                  |

6.ª rodada
| 17 de junho   | Próspera | 1 – 2     | Joinville | Estádio Mario Balsini, Criciúma |
| 15:00 (UTC−3) |          | Relatório |           |                                 |

| 17 de junho   | Videira | 0 – 4     | Camboriú | Estádio da Nova, Joaçaba |
| 15:00 (UTC−3) |         | Relatório |          |                          |

## Premiações
| Campeonato Catarinense de 2007 – Divisão Especial |
| ------------------------------------------------- |
| Joinville Campeão (3.º título)                    |